# Metapenaeopsis martinella
Metapenaeopsis martinella är en kräftdjursart som beskrevs av Pérez Farfante 1971. Metapenaeopsis martinella ingår i släktet Metapenaeopsis och familjen Penaeidae. Inga underarter finns listade i Catalogue of Life.